# Ice Palace
Ice Palace  (bra O Gigante de Gelo) é um filme estadunidense, de 1960, do gênero drama romântico, dirigido por Vincent Sherman, com roteiro de Harry Kleiner baseado no romance homônimo de Edna Ferber.

## Sinopse
No gelado Alasca,  após a primeira grande guerra, dois homens tornam-se amigos, sócios e rivais, e suas vidas ficam ligadas ao desenvolvimento político do estado.[carece de fontes?]

## Elenco
- Richard Burton ....... Zeb Kennedy
- Robert Ryan .......  Thor Storm
- Carolyn Jones ....... Bridie Ballantyne
- Martha Hyer ....... Dorothy Wendt Kennedy
- Jim Backus ....... Dave Husack
- Ray Danton ....... 	Bay Husack
- Diane McBain ....... Christine Storm
- Karl Swenson ....... Scotty Ballantyne
- Shirley Knight ....... Grace Kennedy
- Barry Kelley ....... Einer Wendt
- Sheridan Comerate ....... Ross Guildenstern
- George Takei ....... Wang